# Taaravainu
Taaravainu – wieś w Estonii, w prowincji Virumaa Zachodnia, w gminie Rakvere.